# Dolls Boxx
A Dolls Boxx (ドールズボックス; gyakran DOLL$BOXX-ként stilizálva) japán rockegyüttes, amelyet 2012-ben alapítottak.

## Történet
Az együttest 2012-ben alapították, miután felkérték Fukit, a Light Bringer metalegyüttes énekesnőjét, hogy énekeljen a Gacharic Spin egyik koncertkörútján, mivel a zenekar énekese, Armmy beteg lett. Az együttes bemutatkozó nagylemeze 2012. december 12-én Dolls Apartment címmel jelent meg, az ötvenhatodik helyen mutatkozott be a japán Oricon, míg az ötvennegyediken a Billboard Japan eladási listáján. 2012. december 16. és december 28. között egy rövid, mindössze háromállomásos koncertkörutat tartottak.

## Az együttes tagjai
- Fuki – ének

Együttesei: Light Bringer (2005– ), Unlucky Morpheus (2008– )
- F Chopper Koga – basszusgitár

Együttesei: The Pink Panda (2002–2009), Heian (2004–2006), Gacharic Spin (2009– )
- Tomo-zo – gitár

Együttesei: Eu Phoria (2005–2009), Gacharic Spin (2009– )
- Hana – dobok

Együttesei: Precoci (1998–1999), 12. hitoe (2000–2003), Heian (2004–2006), Armeria (2005–2008), The Spade 13 (2007–2009), Gacharic Spin (2009– )
- Oreo Reona – billentyűs hangszerek

Együttesei: Eu Phoria (2002–2009), Gacharic Spin (2009– )

## Diszkográfia
- Dolls Apartment (2012)
- High Spec (2017)